# 大沼法龍
大沼 法龍（おおぬま ほうりゅう)(旧姓 村岡 正人、1895年〈明治28年〉12月10日 - 1976年〈昭和51年〉4月17日）　は、日本の仏教家。大正から昭和の時代に活躍した西本願寺の布教使である。

## 経歴
明治28年（1895年）12月10日山口県岩国市に生まれる。その後 1911年広島第四仏教中学校(現　崇徳高校)に入学した。1916年に仏教大学(現　龍谷大学)に予科入学し、1921年（大正10）同校の研究科に入学する。その後、1923年に信心を獲得し、1924年に研究科を卒業した。その年の12月に北九州市八幡東区の敬行寺に入寺した。ハワイでの布教などの布教活動を積極的に行った。
その後数々の著書を発刊。
浄土真宗から異安心（異端）として責められ、僧籍を剥奪、破門された。大沼や横田慶哉は、「往生」は肉体の死後ではなく、いまこの場ではたされなければならないと説いた（即得往生、平生業成）。精神的転機を「一念」と呼んで強調した。「一念」の前段階を「三定死（進むも死、退くも死、とどまるも死という絶体絶命の境地）」と名付けた。

## 著書
1. 聖の跡    1925年4月
2. 思ひの侭    1930年
3. おやごころ　1930年3月
4. 原稿集　1930年3月
5. 歓喜の余滴（三巻） 1935年
6. 魂のささやき　1935年
7. 他力信仰録    1936年
8. 光輪    1952年
9. 随想録　1953年1月
10. 本派本願寺の危機　どちらが異安心か　1955年12月
11. 歓喜の泉　1956年9月
12. 聖典  1956年
13. 法界　1961年1月
14. 入信の道程    1969年
15. 昭和の歎異鈔　1969年10月
16. 末代の灯明台  1970年
17. 親の念願・遺訓  1971年2月
18. 信仰に悩める人々へ　1972年2月
19. 聖訓  1972年
20. 慈訓　1972年4月
21. 明闇  1972年
22. 親鸞聖人に聴く 1972年
23. 教訓　1972年8月
24. 宗訓　1972年10月
25. 方便より真実へ　浄土真宗 1973年
26. 心の転換　1974年9月
27. 広大難思の大慶喜　1974年10月
28. 六方礼経の講話  1975年
29. 八万の法蔵は聞の一字に摂まる  1975年
30. 分陀利華  1976年10月
31. 宝典      1976年